# FC 딜라 고리
FC 딜라 고리(조지아어: საფეხბურთო კლუბი დილა გორი)는 고리를 연고로 한 조지아의 축구 클럽이다. 에로브눌리리가에 참가 중이며 텐기즈 부르자나지스 경기장에서 경기를 치르고 있다. 2012년에 조지아 컵과 2014-15 시즌 에로브눌리리가를 우승하였다.

## 유럽 클럽 대항전 성적
| 시즌    | 대회            | 라운드     | 클럽              | 홈  | 원정 |
| ------- | --------------- | ---------- | ----------------- | --- | ---- |
| 2004    | UEFA 인터토토컵 | 1라운드    | 마레크 두프니차   | 0–2 | 0–0  |
| 2012–13 | UEFA 유로파리그 | 2차 예선전 | 오르후스 GF       | 3–1 | 2–1  |
| 2012–13 | UEFA 유로파리그 | 3차 예선전 | 아노르토시스      | 0–1 | 3–0  |
| 2012–13 | UEFA 유로파리그 | 플레이오프 | 마리티무          | 0–2 | 0–1  |
| 2013–14 | UEFA 유로파리그 | 2차 예선전 | 올보르 BK         | 3–0 | 0–0  |
| 2013–14 | UEFA 유로파리그 | 3차 예선전 | 하이두크 스플리트 | 1–0 | 1–0  |
| 2013–14 | UEFA 유로파리그 | 플레이오프 | 라피트 빈         | 0–3 | 0–1  |

## 역대 성적
국내 대회
- 조지아 컵
- (1) 2012
- 조지아 슈퍼컵:
- (1) 2013
- 우마글레시 리가 (1부 리그)
- (1) 2013
- 피르벨리 리가 (2부 리그)
- (1) 2002
- (1) 2011
- 메오레 리가 (3부 리그)
- (1) 2010

소비에트 시절 대회
- 소비에트 2부 리그(3부 리그)
- (1) 1969
- (3) 1967, 1974, 1986

## 선수 명단

### 현역
참고: FIFA 자격 규정에 따라 소속된 국가대표팀 국기를 표시합니다. 선수는 복수의 FIFA 비회원국 국적을 가지고 있을 수 있습니다.
| 번호 | 포지션 | 국적   | 이름 |
| ---- | ------ | ------ | ---- |
| 3    | DF     | 앙골라 | 칼리 |

| 번호 | 포지션 | 국적        | 이름            |
| ---- | ------ | ----------- | --------------- |
| 33   | DF     | 콩고 공화국 | 로마리크 에토우 |